# Peter Tosh
Peter Tosh, właściwie Winston Hubert McIntosh (ur. 19 października 1944 w Westmoreland, zm. 11 września 1987 w Kingston) – jamajski pionier muzyki reggae. Radykalny rastafarianin, znany z bezkompromisowości, jego ostre wypowiedzi skierowane przeciwko politykom (zarówno rządzącym, jak i opozycyjnym) były przyczyną licznych szykan, kilkakrotnie został skatowany przez policję. Propagował legalizację popularnej na Jamajce marihuany. Znany ze swych militarystycznych upodobań (jego gitara miała kształt karabinu M16). Przyjął chrzest w Etiopskim Kościele Prawosławnym.

## Życiorys
Tosh, wychowywany przez samotną matkę, dorastał w Trenchtown – slumsach stolicy Jamajki, Kingston. Tam poznał Boba Marleya i Bunny’ego Livingstona, z którymi założył w 1962 trio Wailing Wailers (znane później jako The Wailers). Początkowo grali ska, zasłynęli przebojem Simmer Down. W późniejszym okresie ich muzyka łagodniała, grali rocksteady i w końcu reggae. Przełomowym momentem była współpraca z "mistrzem konsolety", producentem Lee Perrym. W połowie lat 60. wszyscy członkowie zespołu przeszli na rastafarianizm. W okresie współpracy z The Wailers Tosh stworzył m.in. takie utwory jak Stop that train, czy 400 years, jest też współautorem piosenki Get up, stand up – wszystkie te utwory wyrażaja sprzeciw wobec sytuacji mieszkańców Trzeciego Świata. W tym czasie nagrał też kilka solowych singli m.in. You can’t fool me again, Here comes the judge i Can’t blame the youth rozliczających kolonizatorów i krytykujących system edukacyjny na Jamajce, który za bohaterów każe uznawać ludzi przez wieki żyjących z niewolniczej pracy mieszkańców wyspy. W tym czasie Tosh współpracował też z Lee Perrym i U-Royem, z którymi nagrał utwór Black Dignity.
W 1974 Peter Tosh i Bunny Livingston po wydaniu dwóch płyt dla dużej wytwórni płytowej Island Records, odeszli z zespołu. Powodem były kłótnie z właścicielem wytwórni Chrisem Blackwellem – m.in. nie mogli zrozumieć dlaczego na okładce płyty zamiast The Wailers pojawiła się nazwa Bob Marley & The Wailers.
Jego pierwszy solowy album Legalize It ukazał się w 1976. Tytułowy utwór szybko stał się światowym przebojem, piętnował on hipokryzję władz zakazujących palenia marihuany w kraju, w którym ok. 70% mieszkańców wywodzących się ze wszystkich grup społecznych (od robotnika do prawnika) przyznaje, że używa marihuany. Następna płyta Equal Rights wyrażała jego radykalne poglądy zarówno osobiste jak i społeczne. Wzywa na niej do czynnej walki z niesprawiedliwością (Equal rights, Get up, stand up) i nie ulegania żadnym kompromisom (I’am that I’am). W 1978 wziął udział obok Boba Marleya i innych gwiazd reggae, w One Love Peace Concert w Kingston – koncercie, który miał pogodzić walczące ze sobą (również zbrojnie) jamajskie ugrupowania polityczne. Większą część jego koncertu zajmowały przemówienia skierowane do obecnej na widowni elity politycznej. Był to wybuch gniewu, frustracji i rozczarowanie sytuacją na wyspie. Ośmieszył polityków zwracając się do nich niezrozumiałą dla elit jamajską gwarą (liderzy polityczni wywodzili się z białej mniejszości). Na reakcję nie musiał długo czekać, kilka tygodni po koncercie został (nie po raz pierwszy) dotkliwie pobity przez policjantów, napastnicy zostawiając jego ciało byli przekonani, że Tosh nie żyje, tylko dzięki pomocy znajomej pielęgniarki został uratowany. Echa spotkań Tosha z policją słychać w piosenkach Mark of the beast i No mercy.
Wśród publiczności na One Love Peace Concert był Mick Jagger z The Rolling Stones, na którym koncert Tosha wywarł duże wrażenie. Jagger zaproponował Toshowi współpracę. Kolejne albumy ukazały się w wytwórni The Rolling Stones Records. Występy Tosha otwierały amerykańską trasę Rolling Stonesów w 1978. Peter nagrał też w duecie z Mickiem Jaggerem utwór (You Gotta Walk And) Don’t Look Back.
W 1983 Peter Tosh przebywał w Afryce próbując odnaleźć tam duchową równowagę.
W 1987 został zastrzelony podczas rabunkowego napadu na jego dom na Jamajce.
Został pochowany w obrządku Etiopskiego Kościoła Prawosławnego.

## Spuścizna
Peter Tosh posługiwał się specyficznym językiem, przekręcał niektóre słowa nadając im nowe nacechowanie. np:
- (ang.) = (Tosh)
- Cristopher Columbus = Christ-tie’f Come-rob-us
- lawyer = lier
- manager = damager
- politics = politricks
- system = shitstem

Peter był uważany za mistyka, a dzień w którym został zamordowany (11 września) jest przez niektórych uważany za dzień przeklęty. I tak Petera obwinia się o to, że 11 września 1987 w Miami piorun uderzył w rusztowanie, które zawaliło się na podest i przerwało odprawianą przez Jana Pawła II mszę. Rok później 11 września Jamajkę nawiedził huragan Gilbert, który zniszczył dużą część wyspy. Natomiast 11 września 2001 Stany Zjednoczone zaatakowali terroryści, a w 2015 miała miejsce katastrofa budowlana w Mekce.
Wyznawcy legendy Petera Tosha wymieniają wiele tego typu przykładów.
Utwory Petera Tosha wykonywali tacy artyści jak: Goldfinger i Sinéad O’Connor (Downpressor Man), Ben Harper (Can’t blame the youth), Sublime (Legalize It, Steppin' Razor), Bunny Wailer (I’m The Toughest), Dub FX, a z polskich: Kryzys (Get up!, Stand up!), Izrael (Legalize It), Alians (Equal Rights) i THC-X (Leave my business).

## Dyskografia
- Legalize It (1976)
- Equal Rights (1977)
- Bush Doctor (1978)
- Mystic Man (1979)
- Wanted Dread And Alive (1981)
- Mama Africa (1983)
- Captured Live (1984)
- No Nuclear War (1987)
- I Am That I Am (2001)
- Can’t Blame The Youth (2004)